# Полатузумаб ведотин
Полатузумаб ведотин — конъюгат антитело-препарат для лечения диффузной B-крупноклеточной лимфомы. Одобрен для применения: США (2019).

## Механизм действия
Конъюгат анти-CD79B моноклонального антитела и препарата (монометилауристатин Е).

## Показания
- рецидивирующая или рефрактерная диффузная B-крупноклеточная неходжкинская лимфома[3]. Применяется в комбинации с бендамустином и ритуксимабом.

## Беременность
- Женщины детородного возраста во время лечения и 3 мес. после него должны использовать методы контрацепции.[3]
- Мужчины во время лечения и 5 мес. после него должны использовать методы контрацепции.[3]